# Scutuloris
Scutuloris, a veces erróneamente denominado Scutoloris, es un género de foraminífero bentónico considerado un sinónimo posterior de Triloculinella de la subfamilia Miliolinellinae, de la familia Hauerinidae, de la superfamilia Milioloidea, del suborden Miliolina y del orden Miliolida. Su especie tipo era Scutuloris tegminis. Su rango cronoestratigráfico abarcaba desde el Oligoceno hasta la Actualidad.

## Discusión
Clasificaciones más recientes han incluido Scutuloris en la Subfamilia Scutulorinae, de la Familia Quinqueloculinidae.

## Clasificación
Scutuloris incluía a las siguientes especies:
- Scutuloris australis
- Scutuloris batten
- Scutuloris bicarinataformis
- Scutuloris blackbeachensis
- Scutuloris bubnanensis
- Scutuloris dilatata, aceptado como Triloculinella dilatata
- Scutuloris dilatiformis
- Scutuloris diversiformis
- Scutuloris elizabethae
- Scutuloris fichteliana, aceptado como Miliolinella fichteliana
- Scutuloris jamesbayensis
- Scutuloris leizhouensis
- Scutuloris orbicularis
- Scutuloris parri
- Scutuloris patens
- Scutuloris philippinensis
- Scutuloris procera, aceptado como Quinqueloculina procera
- Scutuloris redondoensis
- Scutuloris reicheli
- Scutuloris risillus
- Scutuloris susanae
- Scutuloris tegminis, aceptado como Triloculinella tegminis
- Scutuloris translucens

Otras especies consideradas en Scutuloris son:
- Scutuloris ballenica, de posición genérica incierta
- Scutuloris fusiformis, de posición genérica incierta
- Scutuloris hoodensis, de posición genérica incierta
- Scutuloris insueta, de posición genérica incierta
- Scutuloris lata, de posición genérica incierta
- Scutuloris sanmiguelensis, de posición genérica incierta

En Scutuloris se han considerado los siguientes subgéneros:
- Scutuloris (Flintinoides), aceptado como género Flintinoides
- Scutuloris (Miliolinella), aceptado como género Miliolinella
- Scutuloris (Wellmanellinella), aceptado como género Wellmanellinella